# (4456) Mawson
(4456) Mawson est un astéroïde de la ceinture principale.

## Description
(4456) Mawson est un astéroïde de la ceinture principale. Il fut découvert le 27 juillet 1989 à Siding Spring par Robert H. McNaught. Il présente une orbite caractérisée par un demi-grand axe de 2,37 UA, une excentricité de 0,28 et une inclinaison de 15,0° par rapport à l'écliptique.

## Compléments